# ILost my Mind
"iLost my Mind" es el episodio número 1 de la quinta temporada de iCarly y 84.º en general de la serie. Este episodio se estrenó el 13 de agosto de 2011 en Estados Unidos, en Latinoamérica se estrenó el 2 de febrero de 2012 durante el especial "iCarly: Locos de amor", y en España se estrenó el 10 de febrero de 2012. Este episodio se estrenó en Estados Unidos en el especial "Nickelodeon's Crazy Night" junto con un nuevo episodio de Bucket & Skinner's Epic Adventures. 

## Resumen
Este episodio comienza tres días después de lo acontecido en IOMG, Sam no ha ido a la escuela en esos días, Carly esta preocupada por Samantha Puckett no tiene como saber donde esta ya que la mama de Sam se fue a Tijuana, tampoco ha hablado con Freddie por no contarle sobre el beso, pero Freddie le dice que no le comentó ya que no sabe si realmente le gusta Sam. Después a Freddie se le ocurre una idea: Rastrear el teléfono de Sam; la encuentran en un Hospital Mental llamado "Aguas Turbulentas", está allí ya que cree estar loca por haber besado a Freddie, ya que lo odia y lo ama al tiempo. Carly y Freddie la visitan e intentan sacarla de allí pero no pueden sin autorización de los padres, ante esto Spencer se disfraza de Pam (La mamá de Sam) pero un amigo de la escuela de leyes lo reconoce. Los chicos graban iCarly desde el hospital donde Carly empieza a hablar sobre si Sam esta realmente loca por haber besado a Freddie así que contacta a algunos Fanes para saber lo que piensan. Freddie toma su Peraphone para ser otro Fan y tomar su opinión. Freddie dice que nadie le ha preguntado sobre lo que sentía el, Pero Sam piensa que Freddie la va a humillar en público así es que dice que no le importa, que siga adelante que se vengara de todas las cosas malas, pero en ese momento Freddie la interrumpe dándole un Beso a Sam por siete segundos. Mientras tanto Gibby, Spencer y Carly conocen a un chico llamado Caleb que afirma ser del año 2099, donde Caleb afirma que Carly será vicepresidente de Estados Unidos.

## Elenco
- Miranda Cosgrove como Carly Shay.
- Jennette McCurdy como Sam Puckett.
- Nathan Kress como Freddie Benson.
- Jerry Trainor como Spencer Shay.
- Noah Munck como Charles "Gibby" Cornelius Gibsson.
- Jim Parsons como Caleb.

### Estrellas invitadas
- Jim Parsons  de The Big Bang Theory, como Caleb un paciente con problemas mentales que cree venir del Futuro.
- Jeremy Dozier[3] como Goopy Gilber,[4] un Fan Seddie que anteriormente apareció en La Guerra de los Fans.[5]

## Recepción
Este episodio fue visto por 5.514 millones de espectadores, ocupando el lugar número 6 del "Cable Top 25" en Estados Unidos, y siendo también el estreno más visto de una serie infantil en la semana del 8 al 14 de agosto de 2011.